# Giara di Siddi

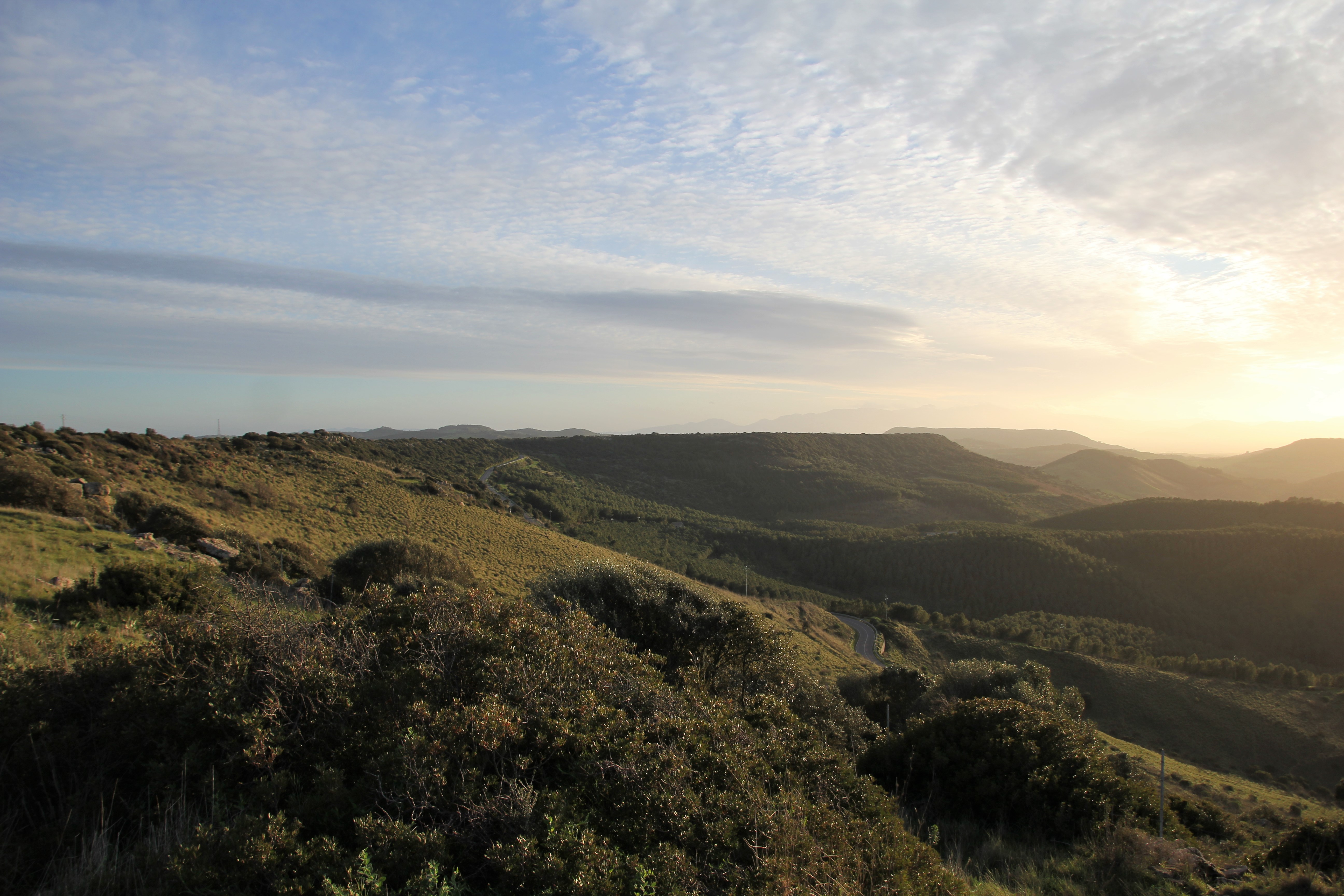
Giara di Siddi

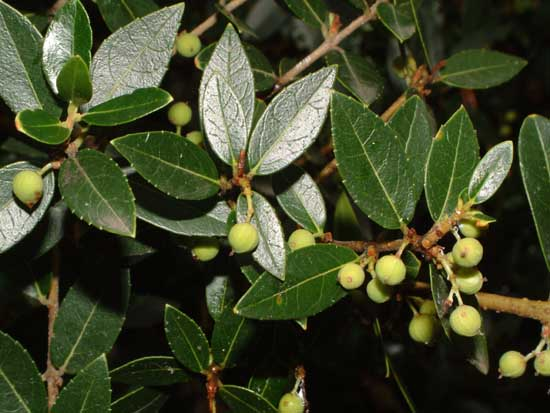
Steinlinden

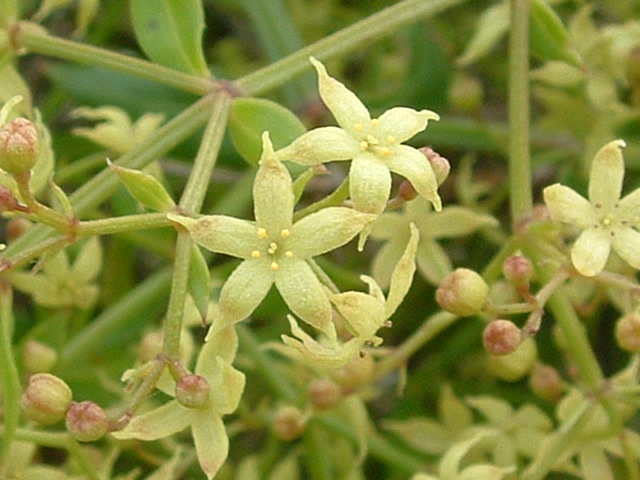
Färberröten

Die Giara di Siddi ist zusammen mit anderen Basalt-Plateaus auf Sardinien, speziell in der Marmilla (Provinz Sud Sardegna), der Beleg für eine intensive vulkanische Aktivität als Folge tektonischer Bewegungen. Die basaltischen Laven, flossen vor etwa 3 Millionen Jahren in die 13 Millionen Jahre zuvor entstandenen Täler. 
Unter dem Begriff Giara versteht man auf Sardinien drei Basalthochebenen (Giara di Gesturi, Giara di Serri) mit steil abfallenden Gesteinswänden, die während des Oligozän gebildet wurden.

## Geschichte
Ein Sessellift macht das vergleichsweise kleine Plateau für die Touristen zugänglich. Die Hochebene beherbergt archäologisch Stätten, wie die Protonuraghe Sa Fogaia mit ihrem eindrucksvollen Tunnelsystem und wird von einem Ring aus 14 Nuraghen umgeben. Sehenswert sind die Domus de Janas di Scab ’e Arriu", das Gigantengrab "Sa Domu ’e s’Orcu und die Kirche „Madonna delle Grazie“.

## Flora
Die Hochebene zeigt verschiedene Aspekte der Vegetation. An den östlichen Hängen finden sich üppige Steineichen. Während auf der westlichen Seite die Pflanzendecke stark abgebaut ist besteht die wesentliche Vegetation auf dem Tableau aus Sträuchern. Wo die Vegetation durch die Überweidung leidet, erstreckt sich eine Wiese aus krautigen (Therophyten), mit Gruppen von Mastixsträuchern durchsetzt. Schlehe (Prunus spinosa), wilde Olivenbäume (Olea europaea var. sylvestris) und Myrte (Myrtus communis) sind häufig. Mitunter sind Flecken der Montpellier-Zysterose (Cistus monspeliensis) bezeugt. Der Rand der Hochebene, besonders in der Nähe des Dorfes Siddi, ist ein Eichenwald (Quercus ilex), der mit Steinlinden (Phillyrea latifolia) durchsetzt ist. Die raue Stechwinde (Smilax aspera), das Geißblatt (Lonicera implexa), der Schneeball (Viburnum tinus), der Wildspargel (Asparagus acutifolius) und Färberröten (wilder Krapp – Rubia peregrina) findet sich. Der Mastixstrauch (Pistacia lentiscus), der Weißdorn (Crataegus monogyna) und die Brombeeren sind häufig.
Das 850 Einwohner-Dorf Siddi liegt etwa zwei Kilometer von der Giara am äußersten Ende der Provinz Cagliari und lebt hauptsächlich von Land- und Viehwirtschaft und Tourismus. In Siddi befindet sich das sardische Museum für traditionelle Landwirtschaft – auch „Casa Steri“ genannt. Das Museum ist in einem rustikalen Gebäude eingerichtet. Solche „Case Tipiche“ waren früher überall auf Sardinien zu finden.